# Kóstas Mavrídis
Kóstas Mavrídis (en grec : Κώστας Μαυρίδης), né le 27 mai 1962 à Kato Dhikomo (en) (Chypre du Nord), est un homme politique chypriote, membre du Parti démocrate.
Il est élu député européen en 2014 et réélu en 2019 et 2024.